# Nicolás Hidalgo
Nicolás Hidalgo (30 aprile 1961) è un ex giocatore di calcio a 5 argentino.

## Carriera
Soprannominato "el zurdo", cioè il mancino, come massimo riconoscimento in carriera vanta la partecipazione con la Nazionale di calcio a 5 dell'Argentina al FIFA Futsal World Championship 1989 dove i sudamericani sono giunti alla seconda fase, eliminati nel girone comprendente Paraguay, Brasile e Stati Uniti.